# Чоткий Паца
Чоткий Паца — украинский комедийный проект, в частности специализирующийся на музыкальных пародиях. Основан 31 октября 2014 года.
Помимо канала на YouTube авторы имеют сообщества во ВКонтакте, Facebook, Instagram и Telegram.

## Описание
Шоу посвящено обзору новостей Украины и мира; созданию украинских пародий на музыкальные клипы; видеоблоги; полезные советы; конкурсы и другие темы, на которые команда создаёт юмористические видеоролики.
Летом 2016 часть команды покинула проект.
4 ноября 2016 года объявлен набор новых видеоблоггеров. Частота выхода роликов значительно увеличилась.
6 мая 2017 года о своём выходе из проекта объявил участник с псевдонимом Гриша Яблуножко (настоящее имя Антон Мурафа). Он был единственным русскоязычным участником, из-за чего его часто критиковали зрители. Но причина ухода этого участника из проекта — не русскоязычность, а его личные мотивы.

## Рубрики
- «Чоткое Шоу» (укр. «Чотке Шоу»)
- «Чоткие Новости» (укр. «Чоткі Новини»)
- «Пранк | Кидалово» (укр. «Пранк/Кідалово»)
- «Жиза»
- «Типы людей» (укр. «Типи людей»)
- «Обзор»
- «Как Просто…» (укр. «Як Просто…»)
- «Чоткая Реклама» (укр. «Чотка Реклама»)
- «Лайфхаки»
- «Чоткая жизнь чотких» (укр. «Чотке життя чотких»)
- «Посвящения от Кости» (укр. «Присвяти від Кості»)
- «Будни Пацы» (укр. «Будні Паци»)
- «Пародии на клипы» (укр. «Пародії на кліпи»)
- «Лучший способ…» (укр. «Кращий спосіб…»)
- «Розыгрыши» (укр. «Розіграші»)

## Пародии на клипы
Известным проект «Чоткий Паца» стал благодаря своим пародиям на популярные клипы украинских, российских и мировых исполнителей.
4 октября 2015 году команда «Чоткого Пацы» создала пародию на песню и клип «Имя 505» поп-группы «Время и Стекло». По состоянию на 11 июня 2017 пародия занимает 9 место в списке самых популярных украинских видео на YouTube. По состоянию на 27 марта 2019 года клип-пародия собрал более 51 миллионов просмотров на видеохостинге YouTube.
8 ноября 2015 года на канале опубликована пародия на песню «Баклажан» российского исполнителя Тимати. Клип-пародия получил название «Кто создал Майдан — Ку Клукс Клан». Пародия отражает проблему необъективности и предвзятости СМИ на Украине, в Белоруссии и России.
После большого перерыва 10 апреля 2016 года «Чоткий Паца» выпустил новую пародию «Кто твой батя?» (укр. «Хто твій батя?»). Это пародия на песню «Daddy» южнокорейского исполнителя PSY. Клип-пародия остро высмеивает «мажоров» и так называемую «золотую молодёжь». После было сделано ещё две пародии: на песню «PPAP» и на песню «5 минут назад».
Под конец 2016 года, в преддверии Новогодних праздников, коллектив социального медиапроекта «Чоткий Паца» не только порадовал своих поклонников новым музыкальным клипом «I will survive» (в роли папы — актёр Александр Жеребко), но и так же поздравил всю Украину и Европу с Новым 2017 годом. При этом непосредственно музыкальная композиция «I will survive» от комедийного проекта «Чоткий Паца» регулярно звучала на радиостанциях, в результате песня не только понравилась радиослушателям (её часто заказывали), но её ещё и признали хитом.
В марте 2018 года количество подписчиков на канале «Чоткий Паца» превысило 1 миллион человек.
24 мая 2018 года состоялась премьера клипа «Сегодня мы будем синие» (укр. «Сьодні ми будем сині»). Это пародия на клип Филиппа Киркорова «Цвет настроения синий». Клип-пародия посвящён теме выпускного и последнего звонка (актёр театра и кино Александр Жеребко выступил в роли завуча). В итоге музыкальный клип «Сегодня мы будем синие» стал самым трендовым в Ютубе, то есть занял первую позицию в разделе «В тренде» на сайте YouTube.
17 сентября 2018 года состоялась премьера клипа «Правда». Это пародия на песню «Panda E» белорусского рэпера CYGO. Участники комедийного проекта решили спеть о Херсоне и его арбузах. А актёр театра и кино Александр Жеребко выступил в роли супергероя, который бьёт преступника арбузом по голове. В результате «арбузный клип» от комедийного проекта сразу после премьеры обошел позициями клип «Потап & Олег Винник — Самый лучший день» (укр. «Найкращий день»), а также клип «Егор Крид feat. Филипп Киркоров — Цвет настроения чёрный».
В январе 2019 года количество подписчиков на канале «Чоткий Паца» превысило три миллиона человек.
26 марта 2019 года состоялась премьера клипа-пародии, в котором снялся Владимир Зеленский, будучи кандидатом в президенты Украины. Это пародия на клип «Попа, как у Ким» украинской певицы NK (Насти Каменских). 
22 августа 2019 года вышел клип-пародия «Я не этот» (укр. «Я не цей»). В роли бомжа — «Ильич» Прусикин, солист группы «Little Big». Клип «Я не этот» — это музыкальная пародия на песню «I’m OK» российской панк-поп-рэйв-группы «Little Big».

### Музыкальная группа «MDMA»

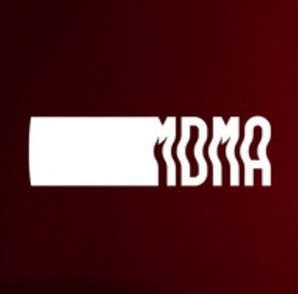
Логотип музыкальной группы «MDMA»

В преддверии весны 2017 года был создан музыкальный проект «MDMA», который специализируется исключительно на пародиях и кавер-версиях сугубо на русском языке. 1 марта 2017 года был зарегистрирован новый канал для пародий проекта «MDMA».. 21 апреля 2017 года состоялась премьера клипа «Твои друзья». В роли непредсказуемого и веселого соседа — актёр Александр Жеребко. Это пародия на произведение «Твои глаза» певицы Светланы Лободы. Клип-пародия показывает часто встречаемую проблему в отношениях, когда девушка видит друзей своего парня совсем не так, как он их видит и наоборот, парень видит подруг своей девушки по-своему.
На 25 мая 2017 года музыкальный проект «MDMA» создал следующие клипы: пародия на клип «На стиле» группы «Время и Стекло»; пародия на песню «Если ты меня не любишь» дуэта «Егор Крид & MOLLY»; пародия на клип «Тает лёд» группы «Грибы»; пародия на произведение «Твои глаза» певицы С. Лободы, а также пародия на песню «Экстаз» группы «Ленинград» и другие. С 2018 года проект «MDMA» прекратил свое существование.

## Популярность
На YouTube-канале «Чоткий Паца» имеет более 4,5 млн подписчиков, что делает его собственников самыми популярными украиноязычными видеоблогерами.
В социальной сети «Вконтакте» сообщество «Чоткий Паца» имеет аудиторию более 2 100 000 человек.
После блокировки российских сервисов на Украине, созданное сообщество в Facebook имеет аудиторию более 250 000 человек.